# Malcolm Cooper
Malcolm Cooper (* 30. Dezember 1947 in Camberley, Surrey; † 9. Juni 2001 in Eastergate, West Sussex) war ein englischer Sportschütze und Unternehmer.
Cooper startete seine Karriere am Kleinkalibergewehr in Neuseeland, wo sein Vater mit der Royal Navy stationiert war. Ab 1970 nahm er an Wettkämpfen teil.
1978 gründete er seine Firma Accuracy International, mit der er anfangs nur Sportgewehre herstellte (später wurde die Produktion hauptsächlich auf Militäraufträge umgestellt). Seine sportlichen Erfolge hingen insoweit vom Erfolg seines Unternehmens ab, da er im Gegensatz zu seinen Kontrahenten nicht so großzügig von Sponsoren unterstützt wurde. Er gewann bei den Olympischen Sommerspielen 1984 in Los Angeles sowie 1988 in Seoul Gold in der Disziplin Kleinkaliber Dreistellungskampf. 1984 verwies er Daniel Nipkow und Alister Allan auf die Plätze, vier Jahre darauf stand er mit Allan und Kirill Iwanow auf dem Podest.
Cooper erlag einem Hirntumor, der erst acht Monate zuvor diagnostiziert wurde. Er starb in seinem Haus in Eastergate, West Sussex.